# Krzywda (Lublin)
Krzywda (en polaco, [Kʂɨvda]) es un pueblo en el condado de Łuków, Lublin, en el este de Polonia. Es la sede de la gmina (distrito administrativo) llamada Wiejska Krzywda. Se encuentra a unos 19 kilómetros al suroeste de Łuków y 66 km al noroeste de la capital regional de Lublin.
El pueblo tiene una población de 1690 habitantes (2009).